# Ка Доменикино (Форли-Чезена)
Ка Доменикино је насеље у Италији у округу Форли-Чезена, региону Емилија-Ромања.
Према процени из 2011. у насељу је живело 26 становника. Насеље се налази на надморској висини од 452 м.